# Esquadrão N.º 112 da RAF

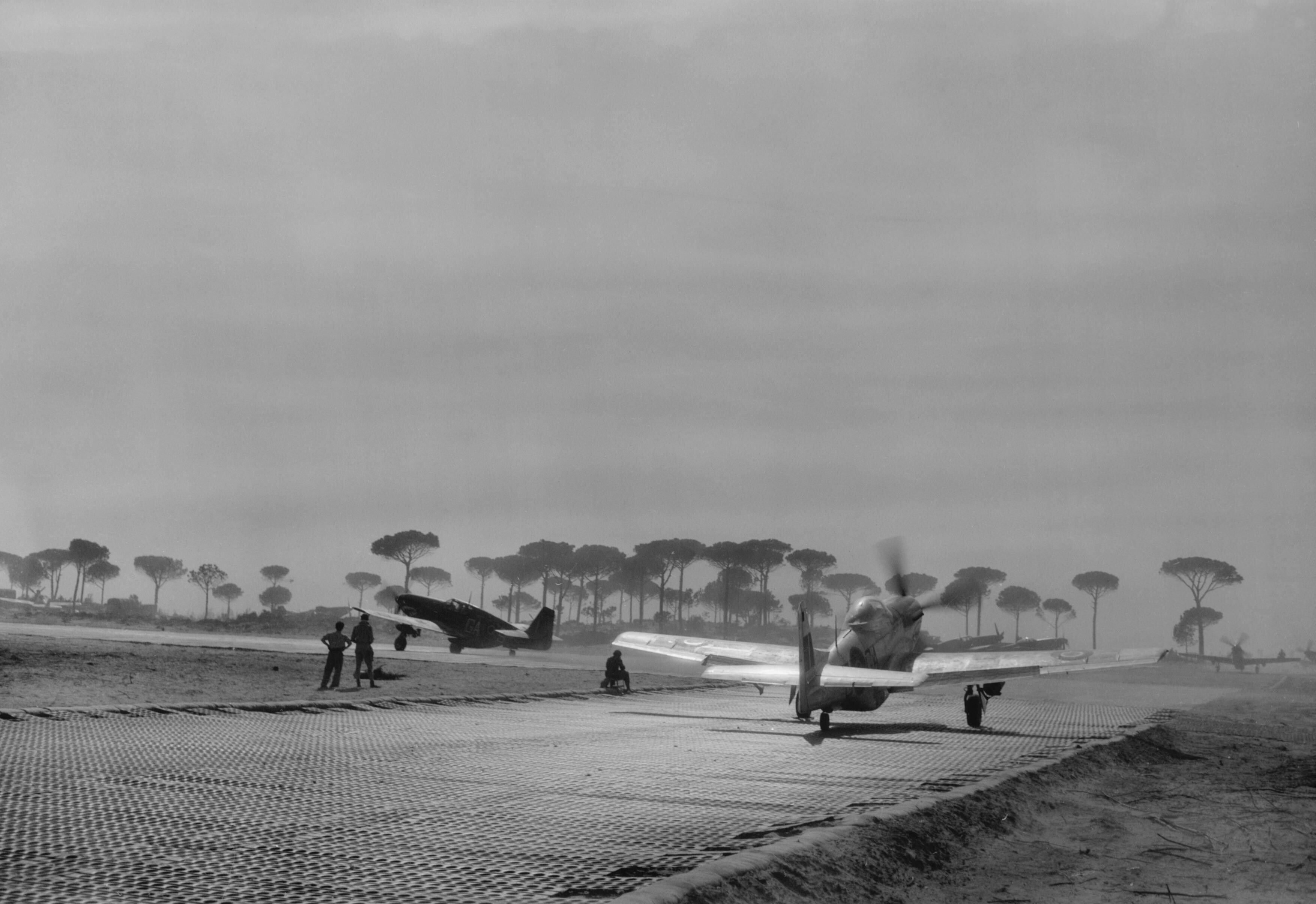
Caças da RAF do Nº112 esquadrão.

O Esquadrão N.º 112 foi um esquadrão da Real Força Aérea (RAF). Serviu durante a Primeira Guerra Mundial e durante a Segunda Guerra Mundial, tendo ainda estado activo por três períodos durante a Guerra Fria. Foi conhecido como o "Esquadrão Tubarão", uma alusão ao facto de que foi a primeira unidade de uma força aérea dos aliados a usar as famosas pinturas de tubarão nos seus aviões Curtiss P-40.